# André Castella
André Castella (Fribourg, 18 november 1805 - aldaar, 6 november 1873) was een Zwitsers advocaat en politicus voor de linkse radicalen uit het kanton Fribourg. Hij zetelde van 1848 tot 1850 in de Kantonsraad.

## Biografie

### Afkomst en opleiding
André Castella komt uit een Duitstalige familie Zijn vader, François Joseph, was een advocaat. Hij studeerde rechten in de Duitstalige steden Freiburg im Breisgau, Bonn en Berlijn. Na zijn studies was Castella net zoals zijn vader advocaat, van 1831 tot 1848 en later opnieuw vanaf 1855. In 1831 werd hij procureur van Sense, het enige volledig Duitstalige district van het kanton Fribourg. In 1862 werd hij griffier van de Kantonnale Rechtbank van Fribourg.

### Lokale en kantonnale politiek
Van 1833 tot 1847 was Castella lid van het stadsbestuur van Fribourg. Hij was er bevoegd voor Politie. Van 1840 tot 1862 was hij bovendien lid van de Grote Raad van Fribourg. In 1847 maakte hij deel uit van de voorlopige regering en van 1848 tot 1857 was hij vervolgens lid van de Regeringsraad van Fribourg. Hij was er bevoegd voor Oorlog, Politie en Religie. In die hoedanigheid voerde hij een wet door met belangrijke hervormingen in het kantonnale leger.

### Federale politiek
Van 6 november 1848 tot 1 maart 1850 was hij, samen met Jean-Joseph Page, een van de twee eerste vertegenwoordigers van het kanton Fribourg in de Kantonsraad, de bij de Zwitserse Grondwet van 1848 opgerichte eerste kamer van de Bondsvergadering, het federaal parlement van Zwitserland. Hij behoorde tot de linkse radicalen.

## Trivia
- In het Zwitserse leger had hij de graad van kolonel.
- Hij was tevens medewerker van het blad Journal du Canton de Fribourg.